# Нусбаум (Ајфел)
Нусбаум (њем. Nusbaum) општина је у њемачкој савезној држави Рајна-Палатинат. Једно је од 235 општинских средишта округа Ајфелкрајс Битбург-Прим. Према процјени из 2010. у општини је живјело 468 становника. Посједује регионалну шифру (AGS) 7232095.

## Географски и демографски подаци
Нусбаум се налази у савезној држави Рајна-Палатинат у округу Ајфелкрајс Битбург-Прим. Општина се налази на надморској висини од 350 метара. Површина општине износи 17,2 km². У самом мјесту је, према процјени из 2010. године, живјело 468 становника. Просјечна густина становништва износи 27 становника/km².